# 唐卡斯特流浪足球俱乐部
唐卡斯特流浪足球俱乐部（英語：Doncaster Rovers Football Club），英格蘭南约克郡的職業足球會，於1879年成立。2012/13年球季獲得英格蘭甲級聯賽冠軍，於降班一季後即升班重返英格蘭冠軍聯賽。現時參加英格蘭足球甲級聯賽。

## 大事紀年
| 年 份   | 事 項                                                                                  |
| ------- | -------------------------------------------------------------------------------------- |
| 1891-92 | 加入中部聯賽（Midland League）                                                         |
| 1896-97 | 中部聯賽冠軍                                                                           |
| 1897-98 | 同時參加約克夏郡聯賽（Yorkshire League）                                               |
| 1898-99 | 中部聯賽冠軍（第二次）                                                                 |
| 1900-01 | 中部聯賽亞軍                                                                           |
| 1901    | 獲選加入足球聯盟乙組聯賽                                                               |
| 1903    | 乙組聯賽排第十六位，不獲重選留級，再次參加中部聯賽                                     |
| 1904-05 | 獲重選加入乙組聯賽                                                                     |
| 1905    | 乙組聯賽排第十八位，不獲重選留級，再次參加中部聯賽                                     |
| 1919    | 戰後並沒有即時參加中部聯賽                                                             |
| 1920-21 | 再次參加中部聯賽                                                                       |
| 1922-23 | 中部聯賽亞軍                                                                           |
| 1923-24 | 獲重選加入足球聯盟北部丙組聯賽                                                         |
| 1934-35 | 北部丙組聯賽冠軍，升級乙組                                                             |
| 1937    | 乙組聯賽排廿二位，降級北部丙組                                                         |
| 1937-38 | 北部丙組聯賽亞軍                                                                       |
| 1938-39 | 北部丙組聯賽亞軍                                                                       |
| 1946-47 | 北部丙組聯賽冠軍，升級乙組                                                             |
| 1948    | 乙組聯賽排廿一位，降級北部丙組                                                         |
| 1949-50 | 北部丙組聯賽冠軍，升級乙組                                                             |
| 1958    | 乙組聯賽排廿二位，降級丙組                                                             |
| 1959    | 丙組聯賽排廿二位，降級丁組                                                             |
| 1965-66 | 丁組聯賽冠軍，升級丙組                                                                 |
| 1967    | 丙組聯賽排廿三位，降級丁組                                                             |
| 1968-69 | 丁組聯賽冠軍，升級丙組                                                                 |
| 1971    | 丙組聯賽排廿三位，降級丁組                                                             |
| 1980-81 | 丁組聯賽季軍，升級丙組                                                                 |
| 1983    | 丙組聯賽排廿三位，降級丁組                                                             |
| 1983-84 | 丁組聯賽亞軍，升級丙組                                                                 |
| 1988    | 丙組聯賽排廿四位，降級丁組                                                             |
| 1992-93 | 超聯成立，丁組改組為丙組〈IV〉                                                         |
| 1998    | 丙組〈IV〉聯賽排廿四位，降級協會聯賽（Conference）                                     |
| 2002-03 | 協會聯賽季軍，附加賽第一輪兩回合累計2-2，十二碼4-3擊敗，史篤城決賽3-2擊敗，升級丙組〈IV〉    |
| 2003-04 | 丙組〈IV〉聯賽冠軍，升級乙組〈III〉。乙組〈III〉更名英甲聯賽                           |
| 2005-06 | 晉身聯賽杯八強，先後淘汰曼城及兩支超聯球隊，僅以十二碼負於出局                         |
| 2006-07 | 決賽加時3-2擊敗，聯賽錦標冠軍                                                          |
| 2007-08 | 英甲聯賽排第三位，附加賽準決賽兩回合累計5-1擊敗修安聯，溫布萊決賽1-0擊敗，升級英冠聯賽 |
| 2011-12 | 英冠聯賽排廿四位，降班英甲聯賽                                                         |
| 2012-13 | 甲級聯賽冠軍，升級英冠聯賽                                                             |
| 2013-14 | 英冠聯賽排廿二位，降班英甲聯賽                                                         |
| 2015-16 | 英甲聯賽排廿一位，降班英乙聯賽                                                         |
| 2016-17 | 英乙聯賽排第三位，升級英甲聯賽                                                         |
| 2018-19 | 英甲聯賽排第六位，附加賽準決賽兩回合累計4-4，十二碼3-4負於查爾頓                       |

## 近況
參見2015年至2016年英格蘭足球甲級聯賽
- 2015年9月8日，開季首6輪聯賽僅取得6分，位處聯賽榜下游的第17位，領隊保羅·迪哥夫（Paul Dickov）帥位不保，期間執教113場取得34勝30和49負的成績[2]。
- 2015年10月16日，聘請前彼德堡領隊（Darren Ferguson）接掌帥印[3]。

### 盃賽成績
| 圈數     | 日期           | 主／客   | 對賽球隊   | 紀錄                         |
| 聯 賽 盃 | 聯 賽 盃       | 聯 賽 盃 | 聯 賽 盃   | 聯 賽 盃                     |
| -------- | -------------- | -------- | ---------- | ---------------------------- |
| 第一圈   | 2020年8月29日  | 客       | 布力般流浪 | 負2-3 （页面存档备份，存于） |
| 足 總 盃 |                |          |            |                              |
| 第一圈   | 2020年11月8日  | 客       | 曼市聯     | 勝5-1 （页面存档备份，存于） |
| 第二圈   | 2020年11月28日 | 客       | 卡素爾     | 勝2-1 （页面存档备份，存于） |
| 第三圈   | 2021年1月9日   | 客       | 布力般流浪 | 勝1-0 （页面存档备份，存于） |
| 第四圈   | 2021年1月23日  | 客       | 韋斯咸     | 負0-4                        |

## 主場球場

### 基普莫特體育場

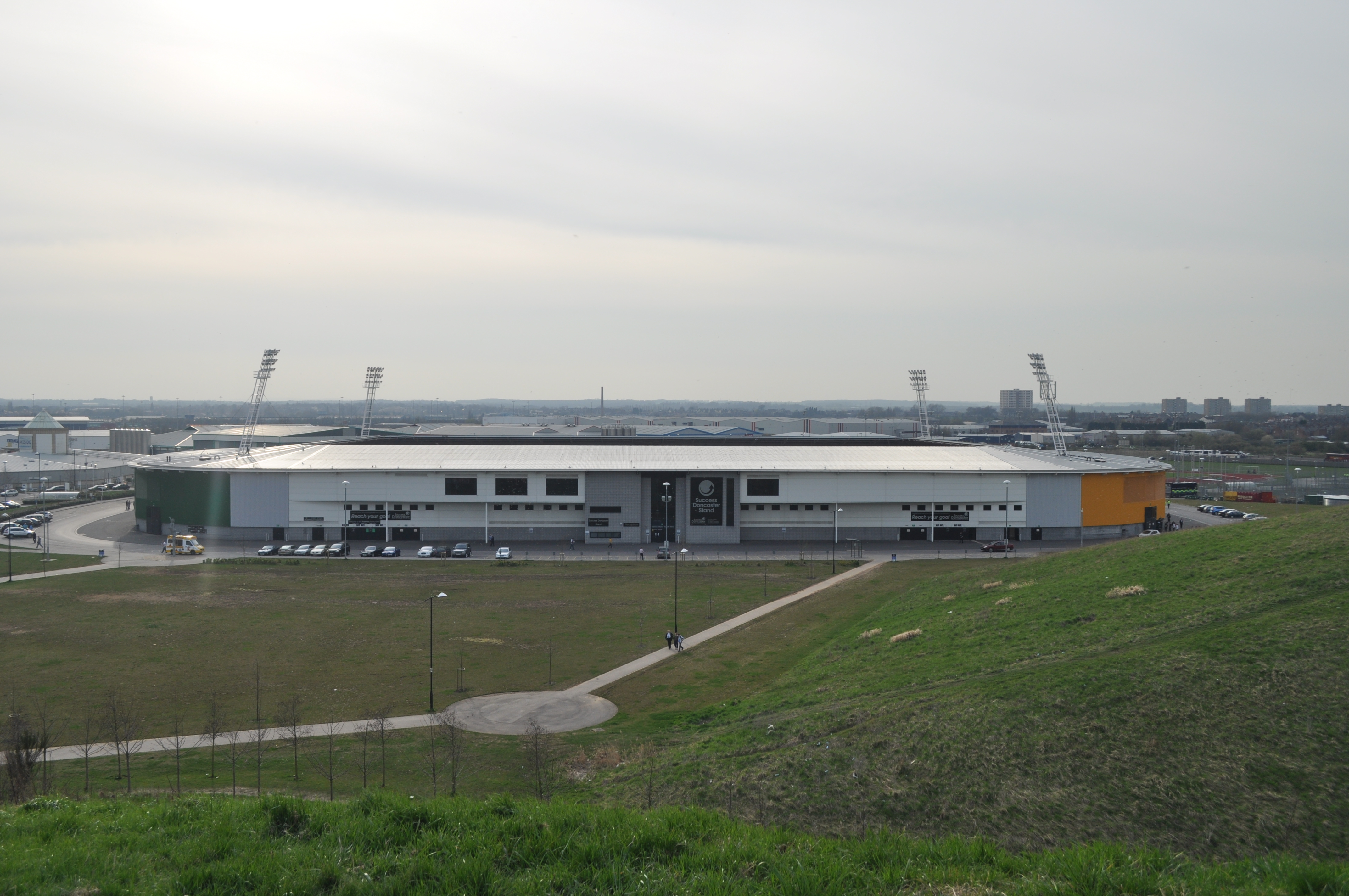
基普莫特體育場

唐卡士打獲准興建新球場，於2005年10月17日動工，新球場為15,000全座席，屬於社區建設「湖畔運動村」（Lakeside Sports Complex）的一部分，預計2006年12月落成啟用。新球場獲「基普莫特」（Keepmoat plc）冠名贊助稱為基普莫特體育場（Keepmoat Stadium），球場可容納15,231名觀眾，造價3,200萬英鎊，採用真草與仿真草混合草坪。2007年1月1日舉行首足球比賽，唐卡士打3-0大勝哈德斯菲爾德。
在球場啟用後8個月才舉行一場正式揭幕賽，於8月9日由唐卡士打對曼聯，這場亦是安達臣加盟曼聯後首場比賽，結果曼聯淨勝2-0。

### 貝納維球場
自1922年開始貝納維球場（Belle Vue）即已成為唐卡士打的主場球場，初期容量僅為7,000人，隋著不斷的擴建，於1938年增至40,000人。1995年6月一個晚上，主看台發生火災而被嚴重破壞，九個月後球會主席肯·理查森（Ken Richardson）於傍晚對的比賽後被捕，稍後被控合謀縱火，最終罪名成立被判監四年。2003年及2004年夏季球場進行改善工程，增加行政包廂、球會辦公室、球迷酒吧及為停車場舖設柏油碎石（tarmac）。球會將球場命名權授予以洛達咸為基地的「地球財務」（Earth Finance）作為贊助合約的一部分，貝納維球場更名為「地球球場」（Earth Stadium），球場約可容納11,500名觀眾。
2006年12月23日舉行最後一場比賽，唐卡士打1-0擊敗，以一場勝仗結束在貝納維球場84年的歲月。

## 敵對球隊
唐卡士打的主要敵對球隊來自鄰近的，其他還包括、及。

## 榮譽
| 榮譽                | 次數        | 年度                                    |
| 聯 賽 比 賽         | 聯 賽 比 賽 | 聯 賽 比 賽                             |
| ------------------- | ----------- | --------------------------------------- |
| 北區丙組聯賽 冠軍   | 3           | 1934/1935年、1946/1947年、1949/1950年； |
| 甲級聯賽 冠軍       | 1           | 2012/2013年；                           |
| 甲級聯賽附加賽 冠軍 | 1           | 2007/2008年；                           |
| 丙組〈IV〉聯賽 冠軍 | 1           | 2003/2004年；                           |
| 丁組聯賽 冠軍       | 2           | 1965/1966年、1968/1969年；              |
| 杯 賽 比 賽         |             |                                         |
| 聯賽錦標 冠軍       | 1           | 2007年；                                |
| 足球議會聯賽盃 冠軍 | 2           | 1999年、2000年；                        |

## 著名球員
- 白賴仁·甸尼（Brian Deane）
- 比利·布藍拿（Billy Bremner）

## 外部連結
- 官方網站（页面存档备份，存于）（英文）